# Érick Díaz
Érick Manuel Díaz González (Panamá, 4 de marzo de 2006) es un futbolista panameño que juega como defensa en el Los Angeles FC 2 de la Liga MLS Next Pro. Es el hijo del exfutbolista Neftalí Díaz.

## Trayectoria

### Tauro FC
Se formó en las categorías inferiores del Tauro FC y debutó en el 2022 con el Tauro FC II en la liga Prom en donde jugó el Torneo Apertura 2022 Liga Prom, el Torneo Clausura 2022 Liga Prom llegando hasta la semifinales de la conferencia este, el Torneo Apertura 2023 Liga Prom llegando nuevamente hasta las semifinales de la conferencia este, el Torneo Clausura 2023 Liga Prom nuevamente llegando hasta las semifinales de la conferencia este. Debutó con el primer equipo en la Primera División de Panamá el 2 de septiembre de 2023 en el empate 3 a 3 contra el CA Independiente en el Estadio Rommel Fernández en donde fue suplente y entró en el minuto 93. Fue subcampeón del Torneo Clausura 2023 en donde jugó un partido. Jugó el Torneo Apertura 2024 Liga Prom en donde quedó en la cuarta posición de la zona sur de la conferencia este. Salió campeón del Torneo Apertura 2024 en donde derrotó 2 a 0 al CD Plaza Amador en el Estadio Rommel Fernández en donde fue suplente, en donde jugó 6 partidos.

### Los Angeles FC 2
El equipo de Los Ángeles FC 2 fichó al defensor panameño, cedido del Tauro FC con un contrato de la MLS Next Pro para la temporada 2025, con una opción de 3 años hasta 2028. El anuncio del club se realizó a través de sus redes sociales.

## Selección nacional

### Categorías inferiores
Fue convocado por la selección sub-17 de Panamá para jugar el Torneo Uncaf Sub-17 de 2022 en donde jugó 4 partidos, el Campeonato Sub-17 de la Concacaf de 2023 en donde jugó 4 partidos e hizo 1 gol. Y en la Copa Mundial de Fútbol Sub-17 de 2023 en donde jugó 3 partidos.

### Selección absoluta
Hizo su debut con la selección absoluta el 27 de agosto de 2023 en la victoria 2 a 1 contra Bolivia en un partido amistoso, el partido se jugó en el Estadio Félix Capriles en Bolivia en donde fue suplente y entró al minuto 86 por Kevin Berkeley.
Fue convocado en el histórico amistoso híbrido entre la Selección de Panamá y Club Universitario de Deportes el 24 de enero de 2025, en el Estadio Monumental donde tuvo acción, ingresando al minuto 46´ de cambio por Orman Davis.
Tuvo participación en el encuentro entre Chile y Panamá el 8 de febrero de 2025, en el Estadio Nacional donde tuvo acción, ingresando al minuto 46´ de cambio por Orman Davis.
Estuvo en la amplia lista preliminar del DT Thomas Christiansen para el Final Four de La Liga de Naciones de la CONCACAF.

### Participaciones en Selección Nacional
| Copa                     | Categoría | Sede      | Resultado      | Partidos | Goles |
| ------------------------ | --------- | --------- | -------------- | -------- | ----- |
| Torneo Uncaf Sub-17 2022 | Sub-17    | Honduras  | Cuarto lugar   | 4        | 0     |
| Campeonato Sub-17 2023   | Sub-17    | Guatemala | Semifinalista  | 4        | 1     |
| Copa Mundial Sub-20 2023 | Sub-17    | Indonesia | Fase de grupos | 3        | 0     |

## Clubes
| Club             | País           | Año       |
| ---------------- | -------------- | --------- |
| Tauro FC         | Panamá         | 2022-2024 |
| Los Angeles FC 2 | Estados Unidos | 2025-act. |

## Palmarés

### Títulos nacionales
| Título           | Club     | País   | Año    |
| ---------------- | -------- | ------ | ------ |
| Primera División | Tauro FC | Panamá | 2024-A |